# هویت (کلرادو)
هویت (به انگلیسی: Hoyt) یک منطقهٔ مسکونی در ایالات متحده آمریکا است که در شهرستان مورگان، کلرادو واقع شده‌است. هویت Abt٫۱۶۵ نفر جمعیت دارد و ۱٬۴۵۵ متر بالاتر از سطح دریا واقع شده‌است.